# Pereskia aculeata
Pereskia aculeata – gatunek rośliny z rodziny kaktusowatych.  Pochodzi z Ameryki Południowej Karaibów, zaaklimatyzował się także w Afryce i południowych rejonach Ameryki Północnej (Meksyk, południowe stany USA).

## Morfologia
Sukulent, roślina wspinająca się i płożąca, o pędach długości 8–10 m i średnicy do 1 cm, z ciemnozielonymi liśćmi długości do 9 cm i szerokości 4 cm. Z areoli wyrasta po 1–3 cierni, bez glochidów. Kwiaty dzienne, średnicy do 4,5 cm, barwy białawożółtej, różowe przy nasadzie pojawiają się późnym latem.
Pereskia aculeata var. godseffiana – różni się od typu tym, że młode liście są zawsze koloru brzoskwiniowego, a ich spodnia powierzchnia często lekko czerwonawa.

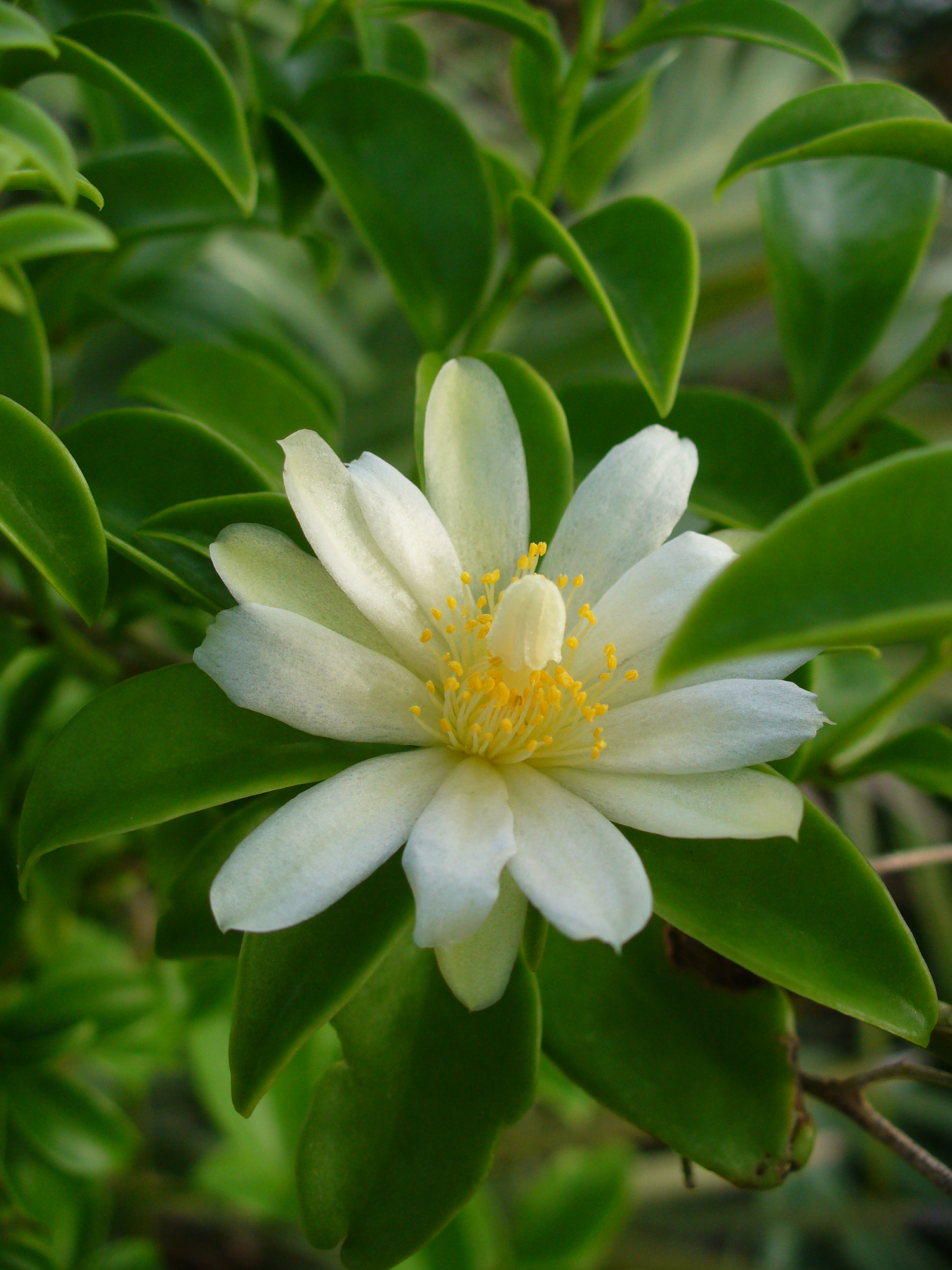
Pereskia aculeata – kwiat